# Кох, Ильза
И́льза Кох (нем. Ilse Koch, урождённая Ильза Кёлер (Ilse Köhler); 22 сентября 1906, Дрезден — 1 сентября 1967, Айхах, Бавария) — нацистская преступница, сотрудница вспомогательной службы СС (ауфзеерин); жена коменданта концлагеря Бухенвальд Карла Отто Коха. В послевоенный период стала известна под прозвищем «Бухенвальдская ведьма». В советской и российской литературе упоминается как «фрау Абажур» из-за обвинений в изготовлении сувениров из человеческой кожи (однако на послевоенном процессе не было предъявлено достоверных доказательств этих преступлений).

## Биография
Ильза Кёлер родилась в Дрездене в семье рабочего. Окончила начальную и коммерческую школу. После работы в бухгалтерии в 1922 году, работала в различных компаниях. В апреле 1932 года вступила в НСДАП (членский номер 1-130-836).

### Работа в концлагере
Ильза Кох была хорошо известна среди узников концлагерей: её боялись и считали садисткой. Сообщения о жестокости Ильзы Кох по отношению к заключенным принесли ей прозвище «Бухенвальдская ведьма». Есть свидетельства того, что несколько заключенных были вынуждены выполнять работу по дому на вилле Бухенвальд, потому что Ильза Кох отказалась работать домохозяйкой. Ходили слухи, что она била заключенных хлыстом, когда ездила верхом в лагере для военнопленных. Свидетели, такие как заключенный лагеря, а затем писатель Евгений Когон на слушаниях в суде Дахау, показали, что они сами никогда не видели, как Ильза Кох входила в зону для заключенных, которая была ограждена забором из колючей проволоки. Но вне колючей проволоки у неё часто была возможность унижать заключенных, которые занимались садоводством и работой по дому. Несомненно то, что, в отличие от других жён эсэсовцев, она часто была свидетельницей наказаний в качестве зрителя, поэтому она, несомненно, знала о зверствах, совершавшихся там, и «её отношение к человеческим страданиям в лагере было (в лучшем случае) холодным безразличием».
Многие заключённые говорили, что Кох сообщала о них руководству лагеря, если они не здоровались с ней, за что впоследствии те подвергались суровым наказаниям. Она также наказывала заключённых, если они считали её непристойной: было много обвинений в том, что она намеренно провоцировала это поведение своей одеждой. Наказаниям люди подвергались в Бухенвальде по многим причинам, в основном тривиальным и произвольным.
Из-за частого присутствия Кох на казнях заключённые могли предполагать, что это она обрекала их на смерть, но это было недоказуемо. Хотя и охранники, и заключённые называли Ильзе Кох «комендантом», официально она не имела никакого влияния на управление или организацию лагеря. Удалось проверить лишь отдельные документы Ильзы Кох в административной зоне концлагеря. Заявления о неформальном влиянии как от эсэсовцев, так и от заключённых были весьма противоречивы. Многие офицеры СС и охранники, по-видимому, часто использовали термин «командез» в иронической манере.
Подозрение, которое позже получило широкое распространение, особенно в сообщениях СМИ, о том, что у Ильзы Кох были предметы повседневного обихода, такие как тряпки для уборки, обложки для книг, футляры и абажуры, сделанные из татуированных кусков кожи узников лагеря, не могло быть без сомнений доказано на суде. После освобождения в лагере были найдены несколько дублёных, татуированных человеческих кож, две «усохшие головы» и абажур. Вопрос о том, был ли последний сделан из человеческой кожи, остаётся спорным.

### Личная жизнь
Благодаря контактам с СА и эсэсовцами весной 1934 года она познакомилась со своим будущим мужем, эсэсовцем Карлом Отто Кохом. Когда ей было 30, пара поженилась в концентрационном лагере Заксенхаузен, комендантом которого был Карл Кох. После свадьбы они переехали в концлагерь Бухенвальд недалеко от Веймара, где проживали с июля 1937 года по январь 1941 года. Здесь Кох родила троих детей: Артвина (род. 1938), Гизелу (род. 1939) и Гудрун (род. 1940). Гудрун скончалась в феврале 1941 года, Артвин совершил суицид в 1964 году, незадолго до смерти матери. Гизела умерла в 2021 году. Зачатый Ильзой во время содержания под стражей сын Уве родился в октябре 1947 года.
Пара жила в довольно скромных условиях до того, как Карл Отто Кох был назначен комендантом лагеря. С 1937 года они вели роскошную жизнь на вилле Бухенвальд в штаб-квартире СС концлагеря. Это произошло в первую очередь за счет масштабного хищения наличных денег и ценностей, украденных у узников лагерей («государственная собственность»), и их эксплуатации. Брак внешне был гармоничным, но близкие описывали отношения как прохладные и функциональные. Дети часто проводили время на попечении сводной сестры Карла Коха.
Ильза Кох была в основном непопулярна среди офицеров СС, особенно их жён, которые также жили в Бухенвальде. Она хвасталась своим новым богатством и широко использовала свое положение жены коменданта лагеря. Одной из причин её плохой репутации могло быть то, что у неё были сексуальные отношения вне брака, в том числе с Германом Флорштедтом и Вальдемаром Ховеном, которые сами были женаты и имели детей. В этом контексте также по-разному описывалось, что Ильза Кох часто вызывающе одевалась и флиртовала с ними.

### Первый арест
В августе 1943 года сначала Карл Кох, а чуть позже Ильза были арестованы за коррупцию и три убийства. Расследование и судебное преследование в значительной степени стали следствием действий Конрада Моргена, который смог убедить Генриха Гиммлера принять меры против Коха, хотя Гиммлер, Рейнхард Гейдрих, а также Освальд Поль долгое время защищали Коха и позволяли ему заниматься своими делами (считалось, что последний прикрывал Карла Коха за дорогие подарки). Когда Ильза Кох ещё жила в Бухенвальде, Морген приказал провести неожиданный обыск в их доме. В частности, искали обложки для книг или абажуры из человеческой кожи. Несмотря на дальнейшее детальное изучение, нигде в доме гестаповцам не удалось найти никаких следов дублёной человеческой кожи. Абажуры в доме были сделаны из обычной пергаментной бумаги. Были найдены только банковские книги Кохов. Морген арестовал Ильзу за соучастие и получение краденого. Она провела 16 месяцев под стражей в полицейской тюрьме Веймара. Хотя эсэсовцы приложили все усилия, чтобы осудить Ильзу Кох на последующем процессе (Гиммлер сообщил суду, что он ожидает, что Кох проведёт в тюрьме не менее шести лет), её пришлось оправдать за отсутствием улик. Её муж и другие служители СС в лагере были осуждены и казнены за кражу государственного имущества (конфискованные у узников вещи), подрыв военной силы и убийства.
Ильза Кох последние месяцы перед окончанием войны провела в Людвигсбурге, где проживала часть её семьи. Из-за образа жизни, характеризующегося сексуальными излишествами и злоупотреблением алкоголем, экономка и родственники пытались лишить её опеки над детьми, но в условиях войны этого добиться не удалось. Опеки над детьми она была лишена после ареста армией США.

### Захват армией США и обвинение в военных преступлениях
30 июня 1945 года Ильза Кох была арестована в Людвигсбурге армией США по подозрению в военных преступлениях. Во время судебного процесса летом 1947 года Кох отрицала, что была каким-либо образом причастна или знала о жестоком обращении и убийствах узников лагеря, а также отрицала, что знала о голоде многочисленных пленников. Суд счёл доказанными её знание и минимальное косвенное участие в эксплуатации и убийстве заключенных. В августе 1947 года она, единственная женщина-подсудимая на главном процессе Бухенвальда, была приговорена к пожизненному заключению за преступления против человечности. В тот момент Кох была на поздних месяцах беременности. Утверждается, что эта беременность спасла её от смертной казни, вынесенной 22-мя из 30-ти присяжных. Её сын Уве, зачатый в заключении, родился в октябре 1947 года.
Кох успешно подала апелляцию: в июне 1948 года генерал Люциус Д. Клей, военный губернатор американской зоны оккупации Германии, рекомендовал сократить срок тюремного заключения до четырёх лет. Решающим фактором здесь было то, что предметом судебного разбирательства могли быть только преступления, совершенные против заключённых союзнических армий. В США после того, как стало известно о сокращении наказаний за это, прошли крупные протесты, что привело к созданию в Вашингтоне собственной комиссии Сената по расследованию военных преступлений. Клей оправдывался выводами проверки, согласно которым доказательства против Кох были минимальными, основывались большей частью на слухах и не выдерживали объективной проверки. Однако в конце декабря 1948 года комиссия Сената сочла апелляционное решение необоснованным и просила передать Кох немецкому суду.

### Повторное обвинение, осуждение, тюремное заключение и самоубийство
Ещё в октябре 1948 года оккупационные власти США поручили правительству Баварии возбудить новое уголовное дело против Кох за преступления, совершённые против граждан Германии. Сразу после освобождения из тюрьмы для военных преступников в Ландсберге в октябре 1949 года Кох была взята под стражу.
В конце 1949 года в окружном суде Аугсбурга были предъявлены обвинения против неё, включая убийства. 15 января 1951 года Кох было предъявлено обвинение в подстрекательстве к убийству, покушении на убийство и подстрекательстве к нападению при отягчающих обстоятельствах. Она была приговорена к пожизненному заключению. Ильза Кох была единственной женщиной в Германии, приговоренной к пожизненному заключению в связи с преступлениями нацистов (всего обвинения были выдвинуты против 165 мужчин). 1 сентября 1967 года она повесилась в своей камере в баварской женской тюрьме в Айхахе, где находилась с 1949 года.

## В массовой культуре
Образ Ильзы Кох послужил прототипом для героини фильмов «Ильза, волчица СС» (1975), «Ильза – хранительница гарема нефтяного шейха» (1976), «Ильза — свирепая тюремщица» (1977), «Ильза, тигрица из Сибири» (1977).